# Lidokain
A lidokain amid típusú, membránstabilizáló helyi érzéstelenítő, valamint szívritmuszavar elleni, I/b típusú hatóanyag. A VIII. Magyar Gyógyszerkönyvben  Lidocainum     néven hivatalos.  

## Gyógyszerhatás
A lidokain gátolja az inger okozta átmeneti nátrium- és kismértékben csökkenti a nyugalmi kálium- és nátrium áteresztőképességet, ezáltal stabilizálja a neuronok sejtmembránját, melynek révén mind az ingerület kifejlődését, mind továbbterjedését megakadályozza.
A lidokain kötődésének eredményeként többszörösére hosszabbodik a nyugalmi időszak, ami a refrakter stádium megnyúlásához és a továbbterjedő impulzusok számának csökkenéséhez vezet. Az abszolút refrakter periódusban a membrán semmilyen nagyságú árammal nem ingerelhető, és emiatt nem alakít ki akciós potenciált, míg a relatív refrakter stádiumban csak az eredeti ingeráramnál magasabb áram képes kiváltani akciós potenciált (az ingerület továbbterjedését az idegsejteken). Ezért a lidokain iránt a megnyúlt akciós potenciállal rendelkező nagyfrekvenciájú izgalmi állapotban lévő idegsejtek (pl. a szenzoros / ingerfelvevő idegrostok) a legérzékenyebbek. Az élettani ingerre csökken a depolarizációs válasz, így csökken az akciós potenciál nagysága, gátlódik az ingerületvezetés. Továbbá a távolság, amelyen keresztül az impulzusokat passzívan vezetik, kisebb átmérő esetén rövidebb. Ha tehát a lidokain az idegrostoknak először csak kis részét blokkolja, akkor először azon kis átmérőjű rosttípusok (B-, C- és A-rostok) működése esik ki, amelyik többek közt a fájdalominger vezetéséért felelősek. Ezért a helyi érzéstelenítőkkel bizonyos testrészek fájdalomérzete viszonylag specifikusan és reverzibilisen kikapcsolható.
A membránokon történő átjutás csak semleges állapotban lehetséges, tehát az anyag pK értéke és a környezet pH értéke döntő az intracelluláris hatáshely elérése szempontjából. Az ioncsatornákra irányuló hatásért valószínűleg a molekula protonált formája felelős. Más helyi érzéstelenítőkkel összehasonlítva a lidokain közepes hatáserősségű és hatástartamú, gyors hatást biztosító anyag.
A helyi érzéstelenítés során az érzéskvalitások közül először a fájdalomérzés szűnik meg, ezt követi a hőérzés és a tapintás érzékelésének megszűnése.
Ha a lokálisan adott lidokain nagyobb mennyiségben felszívódik, a központi idegrendszer stimulációját és depresszióját egyaránt okozhatja.
Kardiovaszkuláris rendszerre kifejtett hatása során ingerületvezetési zavarokat, perifériás vasodilatációt (erek keresztirányú térfogatának növekedése) idézhet elő.
A szívben a Purkinje-rostok és a kamraizomzat szintjén megrövidíti az akciós potenciál időtartamát és az effektív refrakter periódust (ERP). Az ERP alatt a hiperpolarizáció okán nem váltható ki akciós potenciál. A gyógyszer hatására csökken a spontán automáciakészség (a szívizom saját ingerképző rendszere maga termeli az összehúzódást kiváltó ingereket), nő a fibrillációs küszöb a kamrában. A pitvarokra nem hat, nem változtatja meg az atrioventrikuláris (pitvar {\textstyle \rightarrow }kamra irányú) vezetési sebességet. Terápiás dózisokban nem befolyásolja a szívfrekvenciát, nincs negatív inotrop (ionáram által közvetlenül szabályzott) hatása, és nem befolyásolja a vérnyomást vagy a perctérfogatot. Hatása kifejezettebb az iszkémiás, beteg szívizomzaton, mint az egészségesen.